# Титово (Раменский район)
Титово — деревня в Раменском районе Московской области России. Население — 61 чел. (2010). Находится в 18 километрах от МКАД.

## История
Деревня Титово на берегу Москва-реки отмечается на картах ещё с 16 века. Раньше на месте Титово рядом стояли две деревни — Титово и Ченцово. По официальным данным в 2006 году в Титово было зарегистрировано 40 жителей. При этом в деревне насчитывается около 100 жилых домов. По состоянию на середину 2011 года на кадастровом учете в Росреестре состоит более 250 участков. В силу слабой транспортной доступности и малой известности Титово застройка береговой линии раньше не велась. Однако в 2011 году администрация Раменского района Московской области ввела в земельный оборот более 20 участков вдоль береговой линии Москва-реки, суммарной площадью около 6 га, тем самым почти удвоив площадь Титово, предназначенную для ИЖС. Освоение участков на берегу стало причиной конфликта с местными жителями, заинтересовавшего центральные СМИ.

## Население
| 1926 | 2002 | 2010 |
| ---- | ---- | ---- |
| 357  | ↘41  | ↗61  |